# Lycium shawii
Lycium shawii ist eine Pflanzenart aus der Gattung der Bocksdorne (Lycium) in der Familie der Nachtschattengewächse (Solanaceae).

## Beschreibung
Lycium shawii ist ein meist 1 bis 2,5 m hoher, selten 4,5 m erreichender, ausgebreitet wachsender, manchmal kletternder Strauch. Seine Laubblätter sind leicht sukkulent und unbehaart. Sie werden 20 bis 35 mm lang und 8 bis 10 mm breit.
Die Blüten sind zwittrig und fünfzählig. Der Kelch ist schmal röhrenförmig. Die Kelchröhre erreicht eine Länge von 3 bis 5 mm, die Kelchzipfel sind 0,5 bis 0,8 mm lang. Die Krone ist eiförmig langgestreckt und spreizend. Sie ist cremeweiß, die Kronlappen sind weiß oder blass malvenfarben mit purpurner Aderung. Die Kronröhre ist 12 bis 16 mm lang, die Kronlappen erreichen 3 bis 4 mm. Die Staubfäden sind unbehaart.
Die Frucht ist eine rote, kugelförmige bis leicht eiförmige Beere mit einem Durchmesser von 3 bis 5 mm.
Die Chromosomenzahl beträgt 2n = 24.

## Vorkommen
Die Art ist auf dem Afrikanischen Kontinent und in Eurasien verbreitet und kommt dort in Ägypten, Äthiopien, Botswana, Eritrea, Eswatini, Indien, Israel, Italien, Kenia, Malawi, Sambia, Simbabwe, Socotra, Somalia, Südafrika, Sudan, Tansania und Uganda vor.

## Systematik
Innerhalb der Bocksdorne (Lycium) wird die Art nach phylogenetischen Untersuchungen in eine Klade mit anderen altweltlichen Arten der Gattung gruppiert. Innerhalb dieser Klade ist die Art nahe verwandt mit den Arten Lycium acutifolium, Lycium eenii, Lycium schweinfurthii, Lycium bosciifolium, Lycium hirsutum und Lycium villosum.